# El Harrach
El Harrach (em árabe: الـحرّاش) (anteriormente Maison-Carrée) é uma comuna localizada na província de Argel, no norte da Argélia. Em 2008, sua população era de 48 869 habitantes.